# 高橋直樹 (サッカー選手)
高橋 直樹（たかはし なおき、1976年8月8日 - ）は、福岡県出身の元サッカー選手、サッカー指導者。現役時代のポジションはセンターバック。

## 来歴
1999年、当時J2のアルビレックス新潟に練習生として入団。当初は出場給・勝利給のみの契約であったが、活躍が認められ同年9月にプロ契約を結んだ。J2創生期からの数少ない生え抜き選手でもあり、愛嬌のあるルックスと献身的なプレーでクラブ史の中で最も愛された選手の一人である。身長はセンターバックとして決して大きくはなく、技術的にも他を圧倒する何かを持っていたわけではないものの、身体を張ったプレーで、J1昇格・残留に貢献した。
2005年にはJ1での自己最多・20試合に出場しJ1残留に貢献したが、この年の途中から視力が低下する症状に掛かっていたこともあり、同年シーズンを最後に現役を引退した。引退後はアルビレックス新潟の下部組織を指導している。

## 所属クラブ
- 1992年 - 1994年 東海大学付属福岡高等学校
- 1995年 - 1998年 福岡大学
- 1999年 - 2005年 アルビレックス新潟

## 個人成績
| 国内大会個人成績 | 国内大会個人成績 | 国内大会個人成績 | 国内大会個人成績 | 国内大会個人成績 | 国内大会個人成績 | 国内大会個人成績 | 国内大会個人成績 | 国内大会個人成績 | 国内大会個人成績 | 国内大会個人成績 | 国内大会個人成績 |
| 年度             | クラブ           | 背番号           | リーグ           | リーグ戦         | リーグ戦         | リーグ杯         | リーグ杯         | オープン杯       | オープン杯       | 期間通算         | 期間通算         |
| 年度             | クラブ           | 背番号           | リーグ           | 出場             | 得点             | 出場             | 得点             | 出場             | 得点             | 出場             | 得点             |
| 日本             | 日本             | 日本             | 日本             | リーグ戦         | リーグ戦         | リーグ杯         | リーグ杯         | 天皇杯           | 天皇杯           | 期間通算         | 期間通算         |
| ---------------- | ---------------- | ---------------- | ---------------- | ---------------- | ---------------- | ---------------- | ---------------- | ---------------- | ---------------- | ---------------- | ---------------- |
| 1999             | 新潟             | 14               | J2               | 20               | 1                | 0                | 0                | 3                | 1                | 23               | 2                |
| 2000             | 新潟             | 14               | J2               | 35               | 0                | 2                | 0                | 3                | 0                | 40               | 0                |
| 2001             | 新潟             | 14               | J2               | 40               | 1                | 2                | 0                | 4                | 0                | 46               | 1                |
| 2002             | 新潟             | 14               | J2               | 14               | 1                | -                | -                | 1                | 0                | 15               | 1                |
| 2003             | 新潟             | 14               | J2               | 6                | 0                | -                | -                | 3                | 0                | 9                | 0                |
| 2004             | 新潟             | 14               | J1               | 6                | 1                | 3                | 0                | 0                | 0                | 9                | 1                |
| 2005             | 新潟             | 14               | J1               | 20               | 0                | 4                | 0                | 1                | 0                | 25               | 0                |
| 通算             | 日本             | 日本             | J1               | 26               | 1                | 7                | 0                | 1                | 0                | 34               | 1                |
| 通算             | 日本             | 日本             | J2               | 115              | 3                | 4                | 0                | 14               | 1                | 133              | 4                |
| 総通算           | 総通算           | 総通算           | 総通算           | 141              | 4                | 11               | 0                | 15               | 1                | 170              | 5                |

## 指導歴
- 2006年 - アルビレックス新潟
  - 2006年 - 2008年 サッカースクール コーチ
  - 2007年 - 2008年 U-12 監督
  - 2009年 - 2011年 U-15 コーチ
  - 2012年 - 2013年 育成普及部コーチ(スカウト担当)
  - 2014年 - 2015年 U-15 監督
  - 2016年 - 2022年 サッカースクール スクールマスター
  - 2023年 - 2024年 アカデミースカウト
  - 2025年 - アカデミースカウト兼U-18コーチ